# Le Bouyssou
Le Bouyssou is een gemeente in het Franse departement Lot (regio Occitanie) en telt 138 inwoners (2004). De plaats maakt deel uit van het arrondissement Figeac.

## Geografie
De oppervlakte van Le Bouyssou bedraagt 5,7 km², de bevolkingsdichtheid is 24,2 inwoners per km².
De onderstaande kaart toont de ligging van Le Bouyssou met de belangrijkste infrastructuur en aangrenzende gemeenten.

## Demografie
Onderstaande figuur toont het verloop van het inwonertal (bron: INSEE-tellingen).